# Palacsa
Palacsa (horvátul: Palača, szerbül: Палача) falu Horvátországban, Eszék-Baranya megyében. Közigazgatásilag Sodolovcéhez tartozik.

## Fekvése
Eszéktől légvonalban 16, közúton 20 km-re délre, Diakovártól légvonalban 26, közúton 33 km-re északkeletre, községközpontjától légvonalban 7, közúton 12 km-re keletre, Szlavónia keleti részén, a Szlavóniai-síkságon, a Vuka völgyében, Szentlászló és Kórógy között fekszik.

## Története
A falu nevét a Palacsa-mocsárról kapta mely évszázadokon át vette körül a közeli ősi falvakat, Szentlászlót és Kórógyot, amíg a múlt század végén le nem csapolták. A mocsár területe egykor több, mint hétezer hektár volt és lecsapolásán már 1836-ban elkezdtek dolgozni, majd 1889-ben Kreutzer mérnök tervei alapján megkezdték a végleges lecsapolást és a Vuka (régi nevén Valkó) szabályozását. A munkát 1914-ben fejezték be.
A falu a mocsár lecsapolásának kezdetével egy időben, 19. század első felében keletkezett, majd a század második felében a környező földek megművelésére újabb magyar és német családokat telepítettek be. 1857-ben 14, 1910-ben 112 lakosa volt. Szerém vármegye Vukovári járásának része volt. Az 1910-es népszámlálás adatai szerint lakosságának 84%-a magyar, 10%-a német, 6%-a horvát anyanyelvű volt. Az első világháború után 1918-ban az új szerb-horvát-szlovén állam, majd később (1929-ben) Jugoszlávia része lett. 1922-ben Dalmácia, a Bánság, Lika, a Kordun és Montenegró területéről főként szerb családokat telepítettek be. A második világháború idején a partizánok a német és magyar lakosságot elűzték. Helyükre a háború után főként szerbek települtek. 1991-től a független Horvátországhoz tartozik. 1991-ben lakosságának 82%-a szerb, 10%-a horvát, 4%-a jugoszláv nemzetiségű volt. 2011-ben a falunak 241 lakosa volt.

## Lakossága
| Lakosság változása | Lakosság változása | Lakosság változása | Lakosság változása | Lakosság változása | Lakosság változása | Lakosság változása | Lakosság változása | Lakosság változása | Lakosság változása | Lakosság változása | Lakosság változása | Lakosság változása | Lakosság változása | Lakosság változása | Lakosság változása |
| ------------------ | ------------------ | ------------------ | ------------------ | ------------------ | ------------------ | ------------------ | ------------------ | ------------------ | ------------------ | ------------------ | ------------------ | ------------------ | ------------------ | ------------------ | ------------------ |
| 1857               | 1869               | 1880               | 1890               | 1900               | 1910               | 1921               | 1931               | 1948               | 1953               | 1961               | 1971               | 1981               | 1991               | 2001               | 2011               |
| 14                 | 104                | 10                 | 23                 | 71                 | 112                | 136                | 523                | 474                | 489                | 542                | 518                | 431                | 413                | 271                | 241                |

(1931-ig településrészként, 1948-tól önálló településként.)

## Gazdaság
A helyi gazdaság alapja a mezőgazdaság és az állattartás.

## Sport
Az NK Palača labdarúgóklubot 1926-ban alapították, a csapat a megyei 3. ligában szerepel.